# Tropidozineus sincerus
Tropidozineus sincerus är en skalbaggsart som beskrevs av Monné 1988. Tropidozineus sincerus ingår i släktet Tropidozineus och familjen långhorningar. Inga underarter finns listade i Catalogue of Life.